# Macross Frontier: Sayonara no Tsubasa
Macross Frontier: Sayonara no Tsubasa (劇場版 マクロスF 恋離飛翼～サヨナラノツバサ～?), anche noto con il titolo internazionale Macross Frontier: The Wings of Goodbye, è un film d'animazione del 2011 diretto da Shōji Kawamori.
Il soggetto è basato sulla serie televisiva Macross Frontier. Il film è il sequel di Macross Frontier: Itsuwari no Utahime. Rispetto al primo film, Macross Frontier: Sayonara no Tsubasa differisce completamente rispetto alla storia della serie televisiva, e presenta un finale completamente differente. Il film è stato proiettato nelle sale giapponesi il 26 febbraio 2011.

## Colonna sonora
Sigla di chiusura
- Hoshi Kira (ホシキラ) cantata da Megumi Nakajima
- d Shootin' Star b (dシュディスタb) cantata da Megumi Nakajima & May'n